# 「未完成」作品第2番 ライフ・ウィズ・ザ・ライオンズ
『「未完成」作品第2番 ライフ・ウィズ・ザ・ライオンズ』（原題：Unfinished Music No. 2: Life with the Lions）は、1969年に発表されたジョン・レノンとヨーコ・オノの2作目の共作アルバムである。

## 解説
アルバムのA面を占める「ケンブリッジ1969」は、1969年3月2日にケンブリッジ大学のレディ・ミッチェル・ホールで行なわれた前衛音楽のコンサート"A Natural Music Nothing Doing In London Concert"で収録された。ヨーコの叫び声とレノンのギターのフィードバック音が延々と続き、終了間際にジャズ・ミュージシャンのジョン・チカイ（サクソフォーン）とジョン・スティーヴンス（パーカッション）が演奏に参加する。レノンとヨーコが聴衆の前に揃って立つのは、1968年12月の『ロックンロール・サーカス』への出演に続いて2回目だった。
アルバムB面は、1968年11月にロンドンのクイーン・シャルロッツ・アンド・チェルシー病院に入院していたヨーコの病室で収録された。
1969年5月にアップル・レコードの子会社であるザップル・レコードの第1弾アルバムとして発表された（Zapple 01）。

## 収録曲
※全曲ともジョン・レノンとヨーコ・オノの共作である。

### オリジナルLP
| #         | タイトル                            | 作詞  | 作曲・編曲 | 時間  |
| --------- | ----------------------------------- | ----- | ---------- | ----- |
| 1.        | 「ケンブリッジ1969 Cambridge 1969」 |       |            | 26:31 |
| 合計時間: | 合計時間:                           | 26:31 |            |       |

| #         | タイトル                                                  | 作詞  | 作曲・編曲 | 時間  |
| --------- | --------------------------------------------------------- | ----- | ---------- | ----- |
| 1.        | 「ビートル・ジョンにベッドは無い No Bed for Beatle John」 |       |            | 4:41  |
| 2.        | 「赤ちゃんの鼓動 Baby's Heartbeat」                       |       |            | 5:10  |
| 3.        | 「沈黙の2分間 Two Minutes Silence」                       |       |            | 2:00  |
| 4.        | 「放送劇 Radio Play」                                     |       |            | 12:35 |
| 合計時間: | 合計時間:                                                 | 24:26 |            |       |

### CD
| #         | タイトル                                                     | 作詞  | 作曲・編曲 | 時間  |
| --------- | ------------------------------------------------------------ | ----- | ---------- | ----- |
| 1.        | 「ケンブリッジ1969 Cambridge 1969」                          |       |            | 26:31 |
| 2.        | 「ビートル・ジョンにベッドは無い No Bed for Beatle John」    |       |            | 4:41  |
| 3.        | 「赤ちゃんの鼓動 Baby's Heartbeat」                          |       |            | 5:10  |
| 4.        | 「沈黙の2分間 Two Minutes Silence」                          |       |            | 2:00  |
| 5.        | 「放送劇 Radio Play」                                        |       |            | 12:35 |
| 6.        | 「ソング・フォー・ジョン Song for John」(ボーナス・トラック) |       |            | 1:29  |
| 7.        | 「マルベリー Mulberry」(ボーナス・トラック)                  |       |            | 8:47  |
| 合計時間: | 合計時間:                                                    | 61:13 |            |       |

## 参加ミュージシャン
※番号はCDのトラック・ナンバーを示す。
- ジョン・レノン　John Lennon – ギター、ヴォーカル
- ヨーコ・オノ　Yoko Ono – ヴォーカル
- ジョン・チカイ　John Tchicai – サクソフォーン（1）
- ジョン・スティーヴンス　John Stevens – パーカッション（1）
- マル・エヴァンズ　Mal Evans – 時計（1）
- John Ono Lennon II – 心音（3）